# Alessandro Doga
Alessandro Doga, född 15 oktober 1975 i Genua, är en italiensk fotbollstränare och före detta fotbollsspelare. Han är för närvarande ungdomstränare i Livorno.

## Karriär

### Spelarkarriär
Alessandro Dogas karriär startade i Sampdorias i hemstaden Genua. Han gjorde dock aldrig någon match för klubbens a-lag utan lånades istället ut till först AC Prato och sedan Andria BAT. Sommaren 1998 köptes han på delägarskap av Lecce i Serie B. Doga spelade 22 matcher för Lecce och laget vann uppflyttning till Serie A. Doga fick lånades dock ut till en annan Serie B-klubb, Chievo Verona. Sommaren 2000 köpte Lecce ut Sampdoria ur kontraktet och sålde istället Doga vidare till Livorno i Serie C1, återigen på delägarskap.
Doga kom att stanna fem säsonger i Livorno och spela 141 ligamatcher för klubben. Sin andra säsong med laget var han med om att vinna Serie C1 och efter två år i Serie B om att ta Livorno till Serie A för första gången på 55 år. Doga fick således som 29-åring debutera i Serie A i en match mo Bologna 24 oktober 2004. 
Sommaren 2005 lämnade Doga Livorno och skrev på ett treårskontrakt med Mantova i Serie B. Efter två säsonger som ordinarie spelade Doga bara sex matcher från start sista säsongen och sommaren 2008 lämnade han för Arezzo. Doga stannade bara en säsong i Arezzo och spelade bara sex matcher. Sommaren 2009 blev han kontraktslös och gick utan klubb fram till januari 2010 då han skrev på för Carrarese.

### Tränarkarriär
Efter att ha avslutat spelarkarriären började Doga arbeta som ungdomstränare i sin gamla klubb Livorno, först med klubbens fotbollsskola och från och med sommaren 2011 som tränare för klubbens 15-åringar.

## Meriter
- Mästare i Serie C1: 1

2001-2002 (med Livorno)